# 安力夫
安力夫（1917年8月1日—2023年7月27日），原名安景隆，山西平遥人，中华人民共和国政治人物。
1917年8月1日，安力夫出生于山西省平遥县东泉镇圪塔村。1931年，高小毕业并就读于平遥县立中学。
1934年7月1日，加入中国共产党，改名安力夫。1936年7月，他任平遥中学抗日救国会会长。8月，任平遥县抗日救国会会长。1937年1月，任山西牺牲救国同盟会平遥县分会负责人。1937年11月，任晋西北青联主任。1938年7月，兼任临县中心区战地委员会主任。1939年2月，兼任晋西北青年抗日救国会主席，后兼任山西省青年抗日救国会筹备会负责人，组建山西省青年抗日救国会。1939年9月下旬，调牺盟总会工作。1940年6月，任太行区干部学校（干训班）校长。1945年9月，安力夫任河南省焦作市委书记、兼市警备司令部政治委员。1946年4月，任焦作市参议会参议长。1947年7月，组建安阳市委。1949年1月，任天津市二区区委书记。1949年5月，任天津市搬运工会联合会主任。
1949年12月，安力夫调任全国总工会筹备全国搬运工会代表大会工作。1950年1月，安力夫任中国搬运工会全国委员会主席、分党组书记。1953年10月30日，中国搬运工会更名为中国公路运输工会，安力夫任全国委员会主席、分党组书记。
1954年，当选第一届全国人民代表大会代表。1959年，当选第三届全国政协委员。1959年下半年，在反右倾运动受到批判。
1979年3月，安力夫获得平反，恢复党籍和原行政级别。1979年10月至1982年12月，任中国财贸工会全国委员会主席、分党组书记。1982年12月，离休。
2023年7月27日，安力夫因病在北京逝世。